# إسماعيل الخالدي
إسماعيل الخالدي (بالإنجليزية: Ismail Khalidi)‏ هو كاتب مسرحي أمريكي، ولد في 1982 في بيروت في لبنان.

## وصلات خارجية
- الموقع الرسمي